# Elke Ulrich

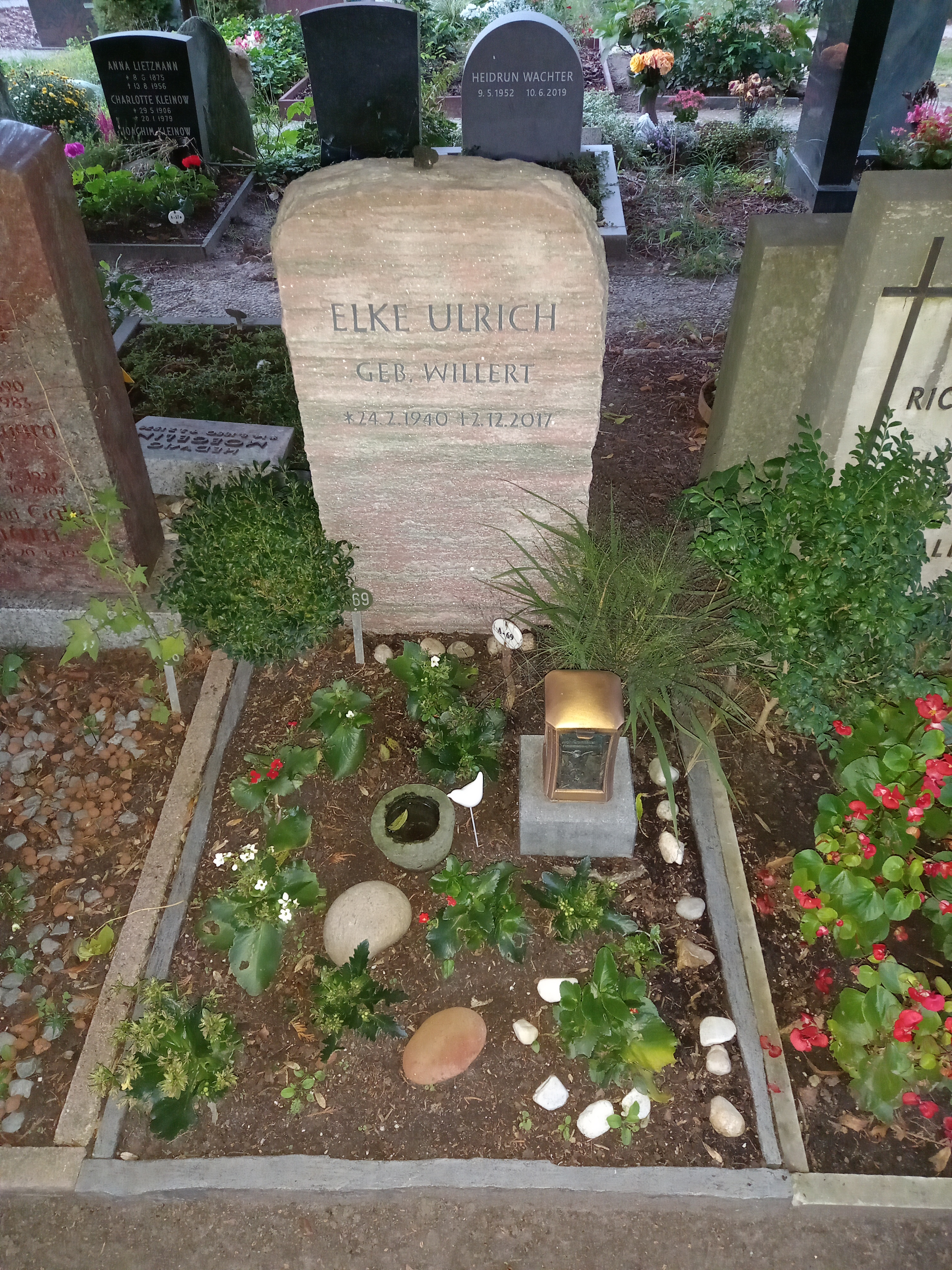
Das Grab von Elke Ulrich auf dem Evangelischen Friedhof Alt-Schmargendorf

Elke Ulrich, geb. Willert (* 24. Februar 1940 in Berlin; † 2. Dezember 2017 ebenda) war eine deutsche Malerin und Grafikerin.

## Leben und Wirken
Ulrich studierte von 1957 bis 1958 an einer privaten Zeichenschule in Berlin und 1959 bis 1962 bei Werner Bürger und Gerhard Kreische an der Berliner Meisterschule für Graphik und Buchgewerbe, heute eine Abteilung der Universität der Künste Berlin (UdK). Anschließend studierte sie bis 1966 in der Klasse für Wandmalerei an der HfbK (jetzt UdK) bei Hans Orlowski. 1969 arbeitete sie als Layouterin im Springer Verlag in Berlin.
Sie heiratete 1969 und zog 1974 mit ihrem Mann, dem Autor Helmut Ulrich (* 1942), und vier Kindern nach Schleswig, wo sie zeitweise als Kunstlehrerin und bis 1990 als freie Mitarbeiterin (Layout) im Husum-Verlag wirkte.
Ab 1981 beteiligte sie an verschiedenen Ausstellungen in Schleswig-Holstein, ab 1985 mit der Kunstgruppe Kunstflug. 1991 kündigte sie ihre Mitgliedschaft im BBK-SH. 2001 zog sie mit ihrem Mann zurück nach Berlin.
Elke Ulrich starb am 2. Dezember 2017 in Berlin. Ihre Trauerfeier mit anschließender Urnenbeisetzung fand am 15. Dezember 2017 in der Dorfkirche Schmargendorf in Berlin statt.